# Benjamin Rawitz-Castel
Benjamin Rawitz-Castel (Hebreeuws: בנימין רביץ) (Haifa, 24 april 1946 – Brussel, 29 augustus 2006) was een Israëlische pianist en pianoleraar.

## Loopbaan
Hij maakte zijn debuut als vijftienjarige bij het symfonieorkest van Haifa. Daarna studeerde hij aan de Universiteit van Tel Aviv. Behalve in eigen land, trad hij ook op in Europa, Japan, Noord- en Zuid-Amerika. Vooral zijn vertolkingen van Schubert waren zeer geliefd. Rawitz-Castel werd onder andere onderscheiden met de Prix Mozart.
De laatste jaren was hij ook docent aan het Koninklijk Conservatorium Brussel. In de nacht van 28 op 29 augustus 2006 werd hij overvallen voor zijn appartement in de Brusselse wijk Zavel en de volgende ochtend dood aangetroffen. Waarschijnlijk is hij het slachtoffer geworden van een roofmoord. In maart 2008 werden twee minderjarigen gearresteerd op verdenking van de moord.